# Cmentarz wojenny w Brylińcach
Cmentarz wojenny w Brylińcach – cmentarz z I wojny światowej położony na terenie wsi Brylińce, w gminie Krasiczyn, w powiecie przemyskim, w województwie podkarpackim. 

## Opis
Cmentarz znajduje się tuż obok dawnej cerkwi. Ma kształt prostokąta o powierzchni około 400 m². Nie zachowały się żadne elementy pierwotnego urządzenia cmentarza. W 2002 cmentarz został gruntownie wyremontowany w ramach projektu Związku Gmin Fortecznych Twierdzy Przemyśl przy współpracy Związku Strzelców Cesarskich. Wykonano trzy pola grzebalne, na których ustawiono 71 symbolicznych drewnianych krzyży. Akcent centralny to wysoki drewniany krzyż. Obok znajdują się trzy maszty flagowe. Po prawej, na betonowym postumencie, umieszczony jest granitowy obelisk z napisem:

1914 – 1915 IM GEDENKEN AN ALLE GEFALLENEN 
PAMIĘCI WSZYSTKICH POLEGŁYCH 
 KAISERSCHÜTZEN 
 INNSBRUCK MAI 2002. 
 

W 2014 z okazji 100 rocznicy wybuchu I wojny światowej cmentarz poddano renowacji i ustawiono kapliczkę ku czci wszystkich ofiar tej wojny. Projekt wykonano dzięki wsparciu Kraju Związkowego Landu Tirol, Gminy Krasiczyn i datkom osób prywatnych.
Na cmentarzu pochowano około 1000 niezidentyfikowanych żołnierzy austro-węgierskich poległych podczas próby wydostania się z okrążenia, w  czasie walk o twierdzę przemyską w 1915.

## Galeria

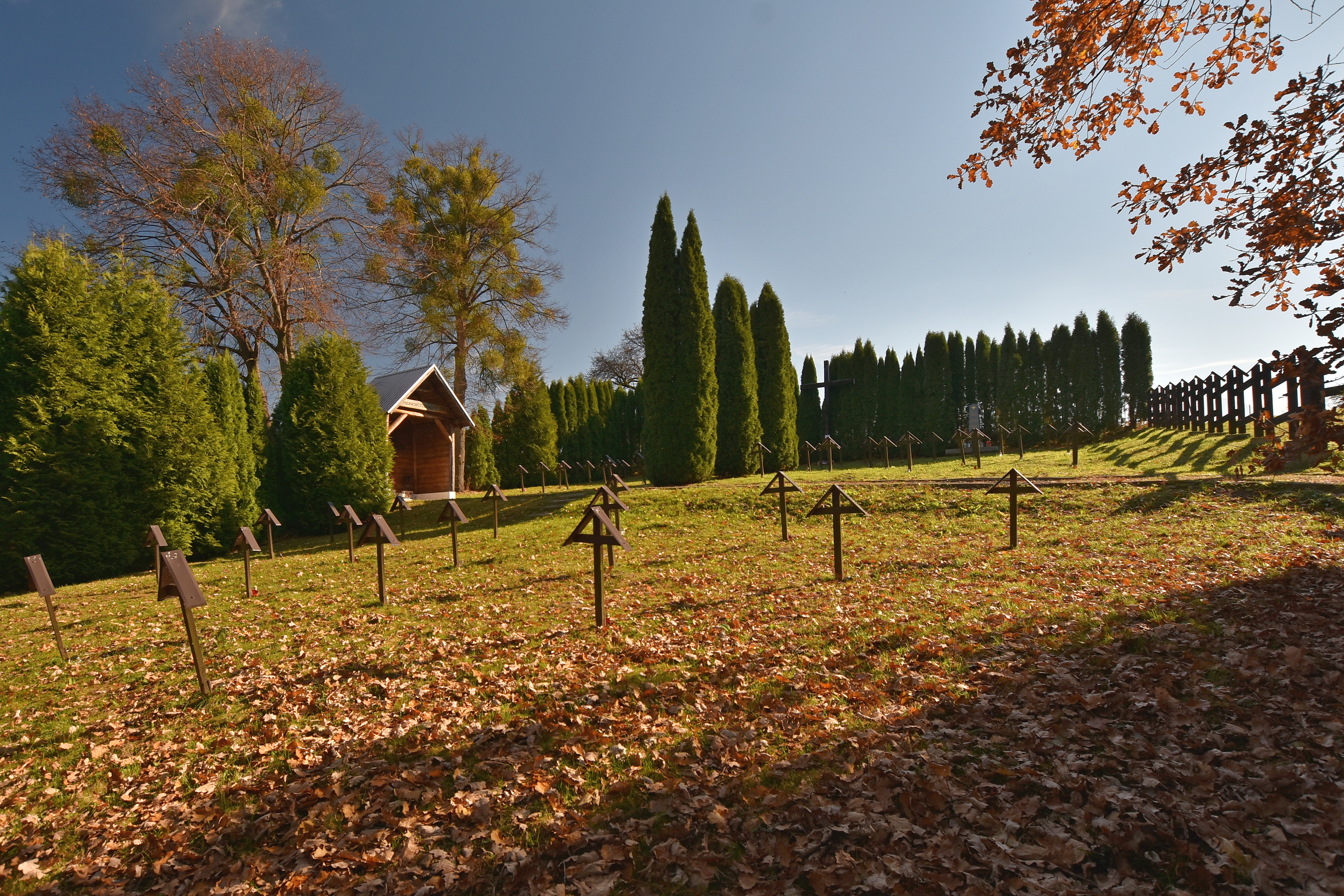
Widok ogólny
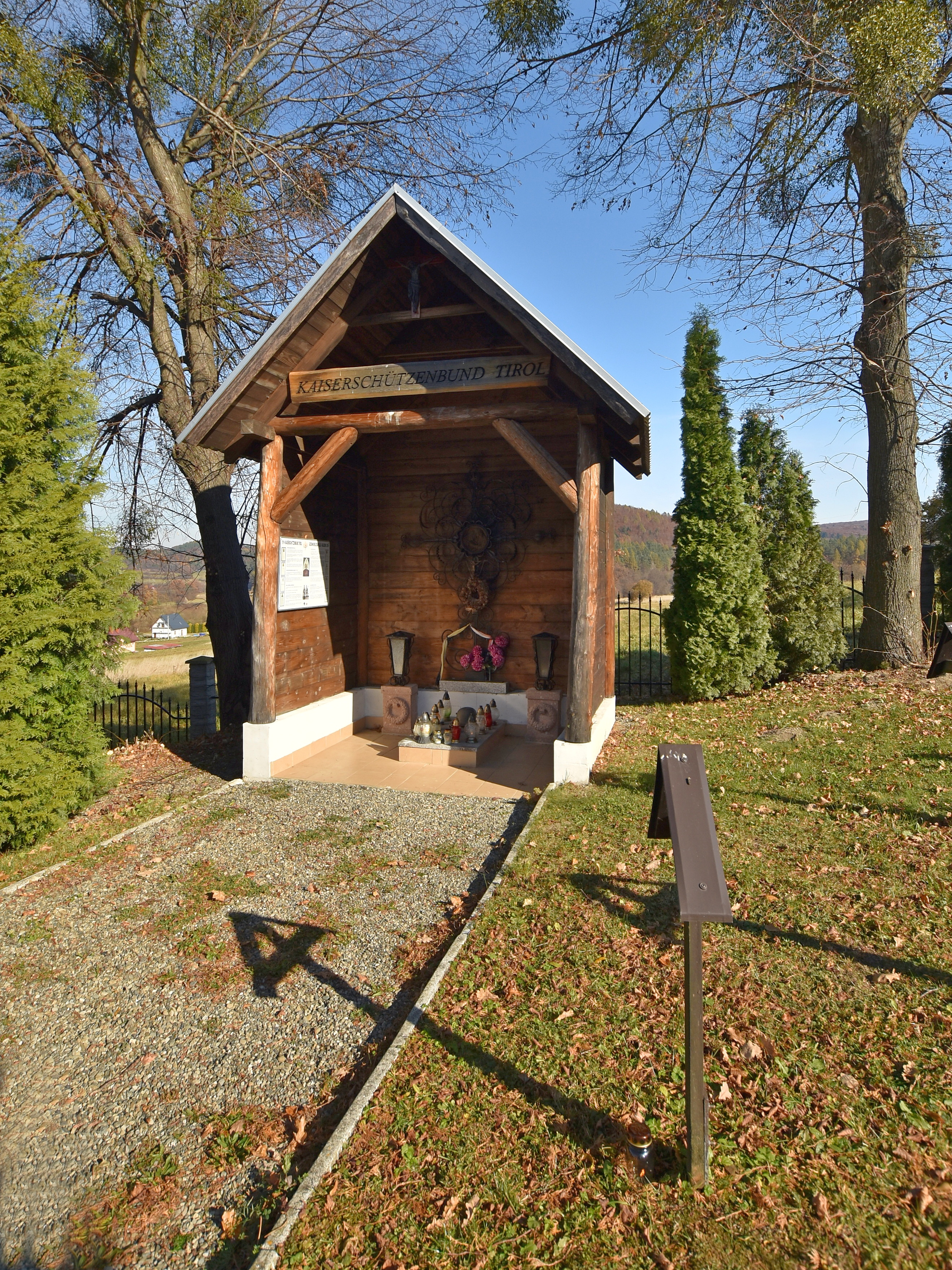
Kaplica
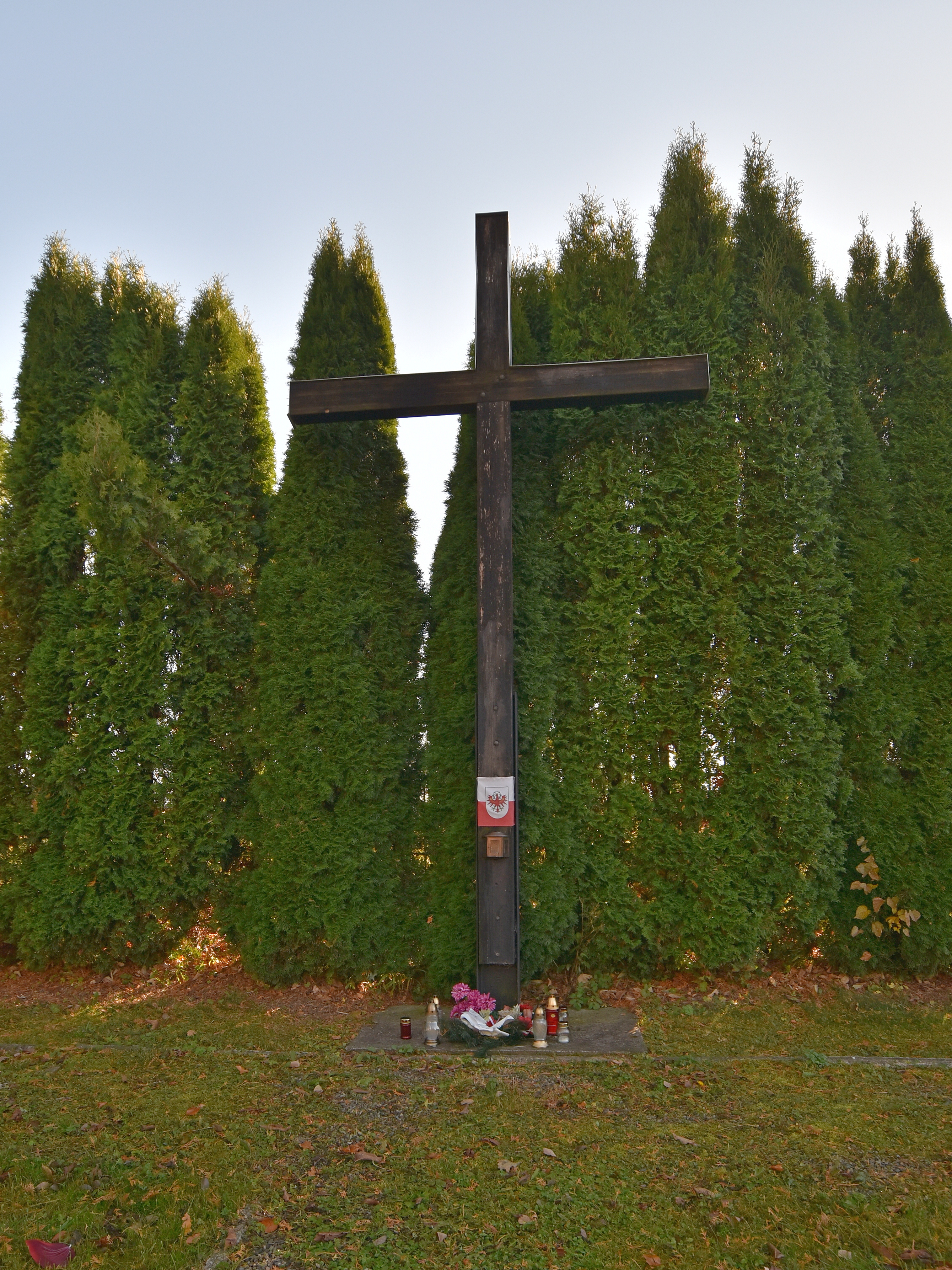
Krzyż centralny